# 가평고등학교
가평고등학교(加平高等學校)는 대한민국 경기도 가평군 가평읍 대곡리에 있는 공립 고등학교이다.
학교 개설시 교명 '가이사'는 학교 건립 공사를 지원한 한국전쟁 당시 미군 제40보병사단의 첫 전사자 케네스 카이저(Kenneth Kaiser Jr) 중사를 기리기 위해 붙여진 이름 '카이저 중학원'에서 유래하였다.

## 학교 연혁
- 1952년 5월 1일 : 가평중학원 개원
- 1953년 1월 13일 : 가평 가이사중학교 인가(6학급)
- 1954년 1월 22일 : 가평 가이사 고등학교 인가(3학급)
- 1954년 4월 1일 : 가평 가이사고등학교 개교 (1,2학년 각 1학급씩 편성)
- 1956년 1월 6일 : 초대 김종관 교장 취임
- 1956년 2월 25일 : 제1회 졸업식
- 1972년 3월 1일 : 가평중ㆍ고등학교로 교명 변경
- 1979년 3월 1일 : 가평종합고등학교로 교명 변경, 15학급 인가
- 1982년 3월 1일 : 가평중학교 가평종합고등학교 분리 (24학급 인가 인문 18, 상업과 6학급)
- 2004년 3월 2일 : 가평고등학교로 교명 변경
- 2012년 6월 25일 : 학과개편 승인 (보통과 5, 통신과 2, 경영정보과 2를 보통과 9로 변경)
- 2013년 3월 1일 : 일반고로 체제개편
- 2014년 2월 7일 : 가이사 역사관 개관 (1층 역사관, 2층 도서실, 3층 강당)
- 2019년 3월 4일 : 제22대 강창진 교장 취임
- 2021년 1월 13일 : 제66회 졸업식(205명, 누계 15,569명)
- 2021년 3월 2일 : 2021학년도 입학식(197명)

## 참고 자료
- 가평고등학교 - 한국교육학술정보원 학교알리미